# Guatapé
Guatape este un municipiu din departamentul Antioquia, Columbia.